# Images oubliées
Pour les articles homonymes, voir Images (Debussy).
Images oubliées, ou Images inédites, est un recueil de trois pièces pour piano de Claude Debussy composées en 1894.

## Présentation
Les Images oubliées sont composées à l'hiver 1894,. Elles sont dédiées à Yvonne Lerolle (fille du peintre Henry Lerolle et future épouse d'Eugène Rouart), avec la dédicace suivante de Debussy : « que ces Images soient agréées de Mlle Lerolle avec un peu de la joie que j'ai de les lui dédier. Ces morceaux craindraient beaucoup « les salons brillamment illuminés » où se réunissent habituellement les personnes qui n'aiment pas la musique. Ce sont plutôt « conversations » entre le piano et soi ; il n'est pas défendu d'ailleurs d'y mettre sa petite sensibilités des bons jours de pluie ».
Seule la deuxième pièce du triptyque est publiée du vivant du compositeur, dans Le Grand Journal du lundi, supplément du 17 février 1896 (p. 8), avec l'indication « cette Sarabande fait partie d'une suite  de pièces pour le piano intitulée « Images » qui paraîtra chez Fromont... publiée avec son autorisation. Dédiée à Mlle Yvonne Lerolle. Dans le mouvement d'une « Sarabande », c'est-à-dire avec une élégance grave et lente, même un peu vieux portrait, souvenir du Louvre, etc. ». L'ensemble n'est publié qu'en 1977, à titre posthume, chez Theodore Presser,.

## Structure et analyse
Les Images oubliées, ou Images inédites, comprennent trois mouvements, :
1. Lent (mélancolique et doux) : « beau nocturne d'une noble expression[4] », « d'un charme impressionniste déjà fort significatif[6] » pour Alfred Cortot — qui possédait le manuscrit[5] —, c'est une sorte de prélude à trois temps, 
, en fa dièse mineur, « d'une expression à la fois grave et abandonnée, d'un grand raffinement harmonique et sonore[2] », à la dernière page « convertie au mode majeur, et toute palpitante de secondes appogiaturées[7] » ;
2. Dans le mouvement d'une Sarabande (souvenir du Louvre) : pièce qui deviendra à quelques détails près le deuxième mouvement (Sarabande) de Pour le piano[1],[2] ;
3. Quelques aspects de Nous n'irons plus au bois parce qu'il fait un temps insupportable : la dernière pièce du recueil est une sorte d'ébauche de la troisième des Estampes de 1903, Jardins sous la pluie[1] ; c'est une « page vive, légère et colorée[2] » qui utilise pour la première fois la chanson enfantine Nous n'irons plus au bois, que Debussy prisait particulièrement[2]. Au sein d'une écriture en mains alternées, dans un clapotis de doubles croches, le « thème va, vient, module, change de mètre et de vitesse, passe d'un registre à l'autre, chuchote ou crie soudain. À la fin se met à tinter une cloche [...], cloche scandée à 
 sous la chanson à 
. Admirons aussi, dans cette conclusion, les feintes de l'harmonie : ton de ré, certes, fortifié régulièrement par la basse, mais avec un sol lydien qui, parfois, aidé par un perfide la , tire l'oreille vers fa dièse majeur. Puis les sonorités s'adoucissent, s'enfoncent dans l'ouate, la cloche faiblit [...]. La pluie  a peut-être cessé, mais l'enfant s'est endormi[7] ».

La durée d'exécution moyenne du triptyque est de treize minutes environ,.
Dans le catalogue des œuvres du compositeur établi par le musicologue François Lesure, Images oubliées porte le numéro L 94 (87).

## Discographie
- Debussy : Piano works Vol. 3, François-Joël Thiollier (piano), Naxos 8.553292, 1996[10].
- Debussy : Complete Works for Piano, Volume 2, Jean-Efflam Bavouzet (piano), Chandos Records CHAN 10443, 2007[11].
- Debussy : The Solo Piano Works, Noriko Ogawa (piano), BIS Records CD 1955/56, 2012[12].
- Debussy : Early and late piano pieces, Steven Osborne (piano), Hyperion Records CDA 68390, 2022[13].
- Claude Debussy : The complete works, CD 1, Aldo Ciccolini (piano), Warner Classics, 2018[14].